# Pterolophia nigricans
Pterolophia nigricans là một loài bọ cánh cứng trong họ Cerambycidae.